# 有馬澄男

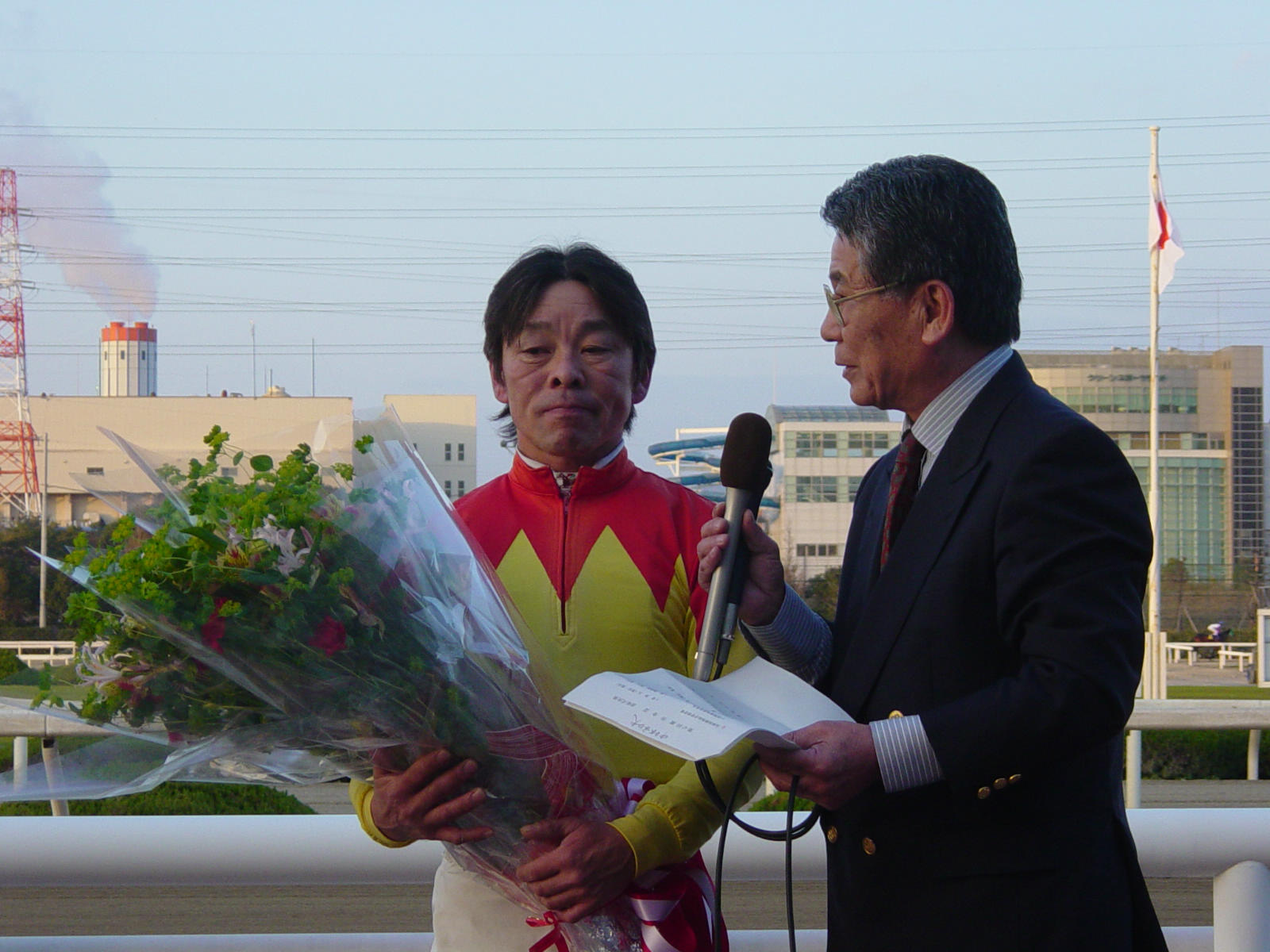
有馬澄男（2004年・園田金盃優勝表彰式で）

有馬 澄男（ありま すみお、1957年5月9日-）は、地方競馬の兵庫県競馬組合所属の調教師、元騎手である。中津競馬場時代の所属は鋤田嵩厩舎。勝負服の柄は黄・赤鋸歯型。宮崎県出身、血液型O型。

## 来歴
1974年10月5日中津競馬第3競走でデビュー、翌6日中津競馬第10競走をサカエヒトミで制し、初勝利をあげた。
1985年には205勝をあげて、地方競馬全国リーディングジョッキーとなっている。
1989年に中津菊花賞で2000勝、1997年に3000勝。同年JRAで初騎乗。2001年、中津競馬場の廃止に伴い、中津所属のまま益田競馬場で騎乗を続けていたが同年8月で益田も廃止されたのに伴い兵庫県に移籍する。中津所属時代の成績は中央競馬を含め16,473戦3,516勝。中津リーディング14回、重賞47勝などの成績を誇る騎手に兵庫県騎手会の内規で、騎手免許を返上させ、1年間の厩務員生活を強いることが分かると批判が集まった。この後にも、高知競馬場の北野真弘や、笠松競馬場の川原正一ら移籍前年までにリーディングを複数回達成している騎手にもほぼ同様の措置がとられていた。
2002年9月29日付けで地方競馬騎手免許を再取得。同年10月に再デビューを果たす予定であったが、7月の調教中に左足を馬に蹴られてさらに1ヶ月延びた。有馬は再デビューのお披露目の際に「新人騎手」と自分を紹介している。
2004年は117勝を挙げると共に重賞を3勝した。特に移籍後最初の重賞勝利となった兵庫大賞典では、ゴール前で大きなガッツポーズが飛び出し、インタビューでも喜びを隠さなかった。この他にも12月にJRA阪神競馬場にホウヨウソウルで遠征して初勝利を収めている。
地方競馬の騎手は所属する厩舎の成績に左右されやすいこともあり、近年は勝ち星は落ちているが、2009年12月1日園田競馬の第3競走で4000勝を達成。
2014年3月28日付けで、橋本和男厩舎から雑賀伸一郎厩舎へ所属変更。
平成27年度 第1回調教師免許試験に合格し、2015年8月1日付けで調教師となる。騎手としての通算成績は地方競馬23528戦4185勝、中央17戦1勝であった。

## ゴールデンジョッキーカップ
中津時代の1992年に優勝経験がある。兵庫移籍後は小牧太、岩田康誠と兵庫県生え抜きのゴールデンジョッキー（通算2,000勝達成騎手）がJRAに移籍した中で、兵庫県所属として川原正一らと共にJRA、他地区所属の騎手を迎え撃つ立場として出場していた。